# Cosmoscarta confinis
Cosmoscarta confinis är en insektsart som beskrevs av Schmidt 1910. Cosmoscarta confinis ingår i släktet Cosmoscarta och familjen spottstritar. Inga underarter finns listade i Catalogue of Life.